# Deutsches Wörterbuch
El Deutsches Wörtebuch és el diccionari alemany més extens en l'actualitat, amb més de 320.000 entrades. Fou iniciat pels germans Grimm i ampliat amb successives edicions per part de l'Acadèmia Prussiana de les Ciències i altres lingüistes fins al 1971, quan es publicà el volum 32è. Existeix una versió en línia que s'afegeix a les desenes de reimpressions que ha viscut el diccionari.

## Continguts
L'objectiu inicial era incloure totes les paraules del lèxic alemany dels diferents registres lingüístics i explicar-ne l'ús antic i contemporani, de manera que a part del significat o de la definició, cada mot s'acompanya d'exemples i notes suplementàries que augmenten el valor lexicogràfic de l'obra.